# BAP Villavicencio
La Villavicencio è la seconda fregata missilistica che il Perù acquistò per la propria marina agli inizi degli anni settanta. Costruita in Italia nel Cantiere navale di Riva Trigoso, impostata il 21 aprile 1976 e varata il 7 febbraio 1978, il suo allestimento venne completato nel cantiere di Muggiano presso La Spezia.
La nave è stata consegnata alla marina peruviana il 25 giugno 1979 e la nave con la matricola FM-52 è stata battezzata Villavicencio in onore del contrammiraglio  Manuel Antonio Villavicencio Freyre (1842–1925) un eroe della guerra del Pacifico, combattuta dal Perù contro il Cile alla fine dell'Ottocento.
L'unità ha la sua base operativa a Callao nel Pacifico.

Il varo della fregata Villavicencio a Riva Trigoso il 7 febbraio 1978

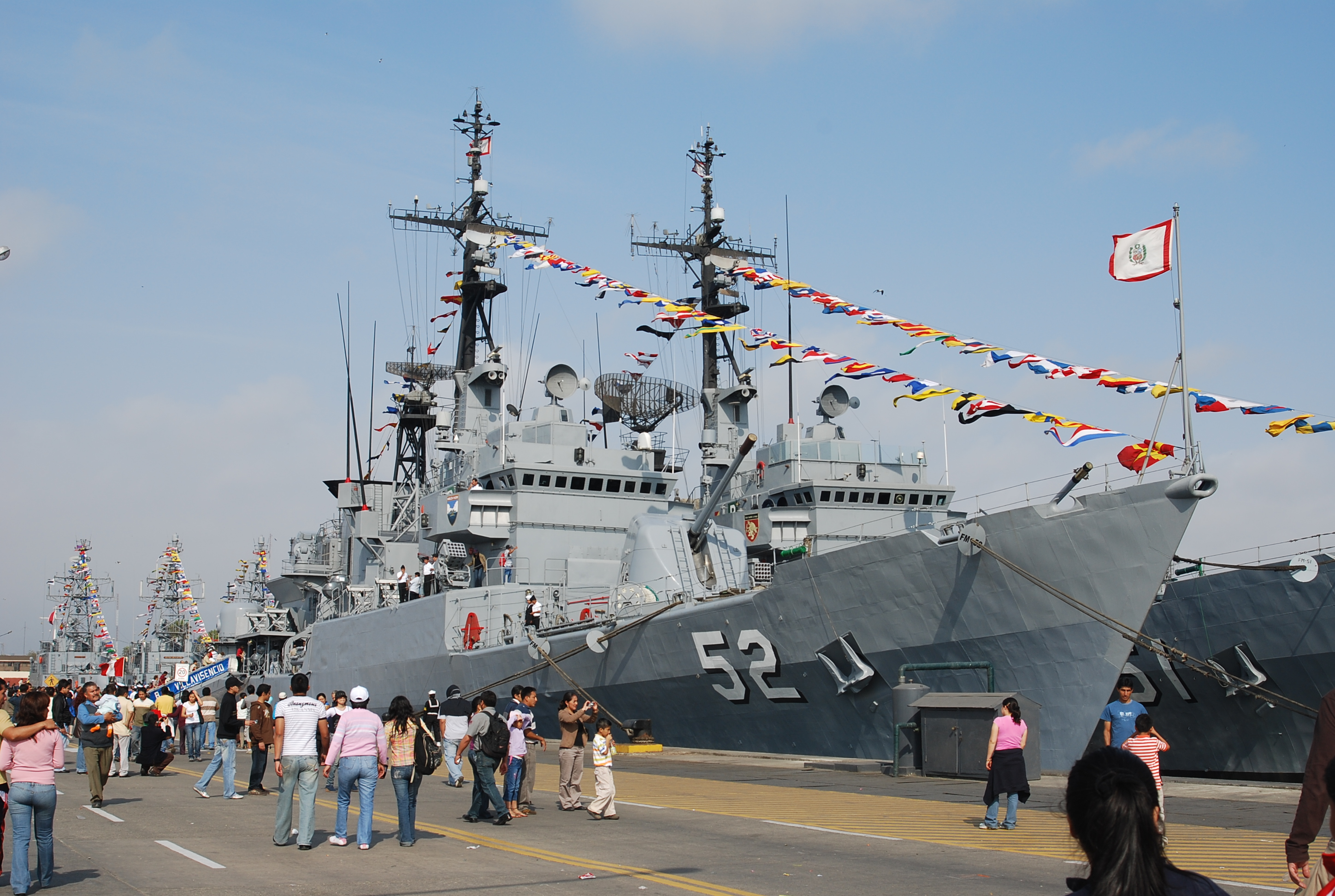
La fregata Villavicencio nella sua base a Callao